# Luke Tan
Michael Luchtan, alias Luke Tan, est un chanteur de musique country dont les textes parlent principalement de la vie et de la mort, de la tristesse de la séparation, du désespoir des laissés-pour-compte, et qui critique activement la société actuelle pour son hypocrisie et son mercantilisme.

## Biographie
Né en 1977, aux États-Unis, dans l'Arkansas, Michael Luchtan a grandi dans l'État de Georgie.
Il fit ses études à l'Université de Georgie, à Athens, où il étudiait pour obtenir un PhD
d'informatique. Il quitta l'université pour s'installer dans une petite ferme.
Peu de temps après, il commence à donner quelques concerts à Lexington, Géorgie, pour l'organisation de vétérans American Legion, qui appréciait de l'entendre jouer des vieilles chansons de Country.
Il prend tout d'abord le nom de scène de racecar, qu'il abandonnera car il était trop dur à porter. En effet, il estime que les gens attendent beaucoup d'une voiture de course.
Il opte donc pour Luke Tan, qui est une "américanisation" de son nom de famille, bien qu'il fit encore quelques spectacles sous le nom de My Alien Ways, en référence à son plug-in préféré pour le logiciel libre de traitement d'image Gimp. Ces spectacles comportent des vidéos et des sons créés informatiquement.
Lors d'une des nombreuses nuits blanches où il était tourmenté par l'idée qu'en menant sa vie, il permettait au gouvernement, par ses impôts, de financer une guerre qu'il estime illégale, il décida de vivre en marge de la société, et de se consacrer uniquement à sa musique.
Il vendit donc sa ferme, acheta une caravane et prit la route, en donnant des concerts et en montant des spectacles en chemin.
Il s'intéresse actuellement à la création de Podcast, qu'il espère voir devenir plus qu'un simple bout d'émission radio dans un fichier informatique, mais quelque chose de réellement à même de faire réfléchir les gens.
La quasi-totalité de son œuvre est disponible sur son site web, de même que ses textes.